# Прапор Кучургана
Пра́пор Кучургана — офіційний символ Кучургана Роздільнянського району Одеської області.

## Опис
Стяг із трьох рівновеликих вертикальних смуг червоного, синього та білого кольорів.

## Символіка
Існує тлумачення, за яким червоний колір символізує стимул до підвищеної життєвої активності, синій — упевненість у завтрашньому дні, а білий — чистоту людських помислів і переконань.